# Astrocles actinodetus
Astrocles actinodetus är en sjöstjärneart som beskrevs av Fisher 1917. Astrocles actinodetus ingår i släktet Astrocles och familjen Freyellidae. Inga underarter finns listade i Catalogue of Life.